# Boeing KB-29 Superfortress

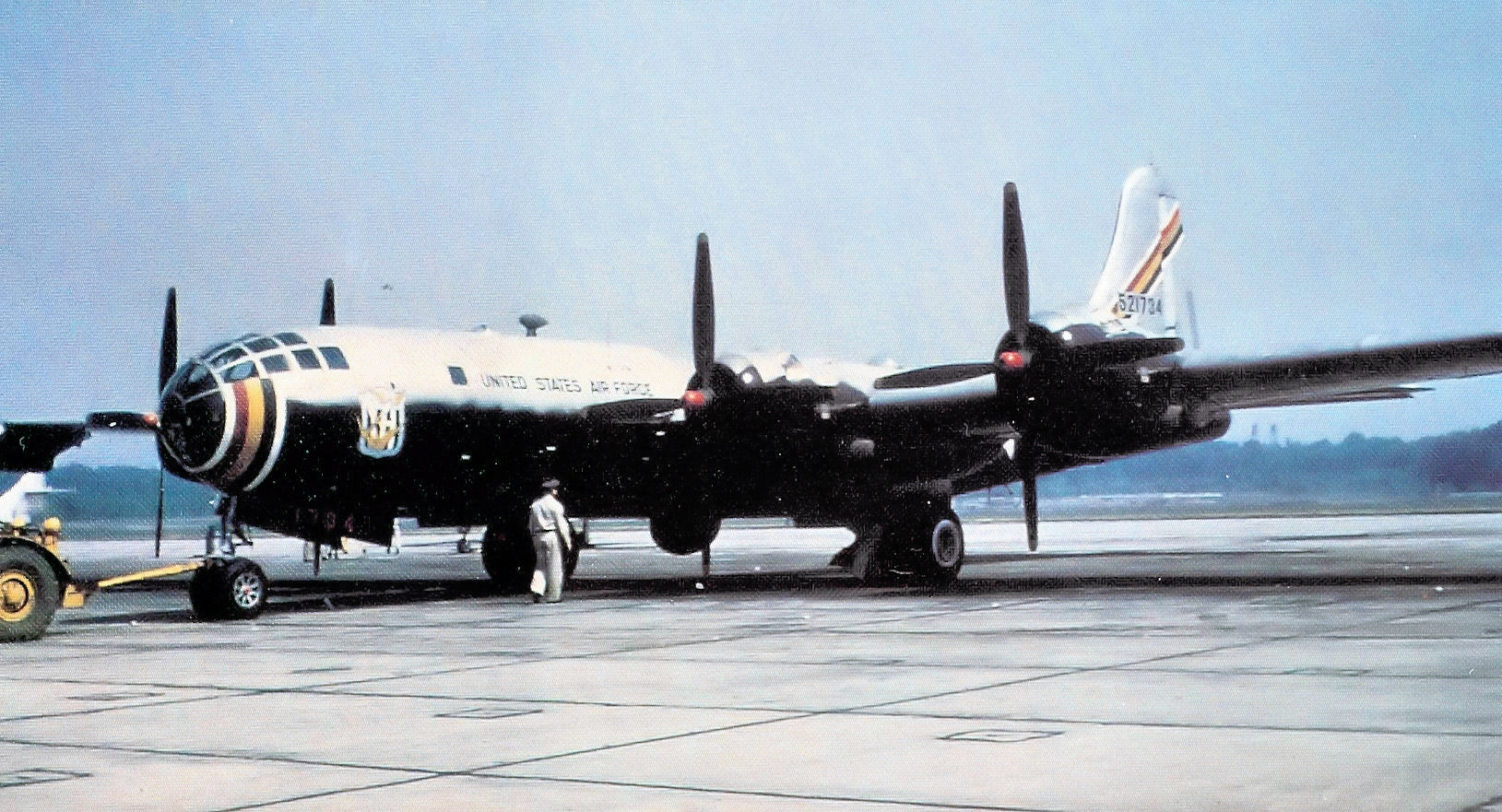
Máy bay thử nghiệm Boeing YKB-29T Superfortress (Boeing B-29-90-BW Superfortress) mang số hiệu 45–21734 của Phi đội tiếp Nhiên liệu Trên không 421 tại Căn cứ Không quân Yokota ở Nhật Bản vào năm 1954.

Boeing KB-29 là một loại máy bay được sửa đổi từ Boeing B-29 Superfortress dành cho nhiệm vụ tiếp nhiên liệu trên không của Không quân Hoa Kỳ (USAF). Có hai phiên bản chính được phát triển và sản xuất là KB-29M và KB-29P.
Phi đội tiếp Nhiên liệu Trên không 509 (đóng quân tại Căn cứ Không quân Walker ở New Mexico), và Phi đội tiếp Nhiên liệu Trên không 43 (thuộc Căn cứ Không quân Davis–Monthan ở Arizona) được thành lập vào năm 1948 để vận hành các máy bay KB-29M. Phi đội Hệ thống Hàng không 303 tại căn cứ Davis-Monthan đã sử dụng B-29 và KB-29 từ năm 1951 đến năm 1953 để huấn luyện các hoạt động bắn phá chiến lược và tiếp nhiên liệu trên không nhằm đáp ứng các cam kết toàn cầu của Bộ tư lệnh Không quân Chiến lược (SAC). KB-29 cũng từng được triển khai tại Căn cứ Không quân Sidi Slimane ở Maroc thuộc Pháp từ ngày 5 tháng 10 đến ngày 6 tháng 11 năm 1952.

## Biến thể

### KB-29M
Nguồn: Baugher và National
B-29 đóng vai trò quan trọng trong việc phát triển hoạt động tiếp nhiên liệu trên không vào cuối thập niên 1940. Máy bay đầu tiên tham gia vào hoạt động này là máy bay chở nhiên liệu KB-29M và máy bay nhận nhiên liệu KB-29MR. Lúc đầu, để tiếp nhiên liệu giữa 2 máy bay đang bay, họ sử dụng một hệ thống neo giữ bằng móc, được gọi là phương pháp ống vòi vòng; máy bay chở nhiên liệu sẽ bay theo đội hình ở phía sau, bên trên và bên trái của máy bay nhận. Sau đó, nó sẽ thả một sợi dây cáp được gắn với vật nặng 25 kg (để làm cho nó được treo lủng lẳng gần như thẳng đứng). Máy bay nhận cũng sẽ kéo theo một dây cáp (để làm cho dây gần như nằm ngang), đầu dây kết thúc bằng hình nón và có một cái móc. Khi cả hai dây cáp đều được 2 máy bay kéo theo, máy bay chở nhiên liệu sẽ băng qua bên phải của máy bay nhận để hai dây cáp quấn lấy nhau. Sau đó, máy bay tiếp liệu kéo cả hai dây vào thân của nó tại vị trí mà cáp của máy bay nhận kết nối với ống của máy bay tiếp liệu. Sau khi kết nối với các ngăn chứa nhiên liệu bên trong, quá trình bơm sẽ bắt đầu. Khi máy bay nhận đầy nhiên liệu, quy trình được đảo ngược cho phép máy bay tiếp liệu thu hồi ống vòi và máy bay nhận thu hồi dây cáp. Mặc dù phương pháp này còn vụng về, nhưng nó thường được sử dụng vào cuối thập niên 1940 trước khi có hệ thống khác tốt hơn được phát triển. Kiểu tiếp liệu này từng được sử dụng cho máy bay Lucky Lady II trong chuyến bay vòng quanh thế giới nổi tiếng của nó vào năm 1949. Điều này giúp làm lung lay lập luận về câu hỏi liệu nên để Không quân Hoa Kỳ hay Hải quân Hoa Kỳ (USN) cung cấp khả năng vận chuyển hạt nhân. USAF đã giành chiến thắng trước USN bằng việc mở rộng quy mô lớn Bộ Tư lệnh Không quân Chiến lược và các chương trình siêu tàu sân bay của Hải quân bị hủy bỏ.
Phương pháp ống vòi vòng đòi hỏi cần nhiều người tham gia vào quá trinh kéo dây cáp và ống vòi, do đó nó chỉ được áp dụng với các máy bay lớn vì có nhiều thành viên phi hành đoàn. Để tiếp nhiên liệu trên không cho máy bay một hoặc hai chỗ ngồi chẳng hạn như các máy bay chiến đấu phản lực, một số chiếc KB-29M sử dụng phương pháp hệ thống ống dẫn đầu rổ và đầu dò (probe-and-drogue). Trong hệ thống này, một ống mềm được kéo thả ra từ máy bay tiếp liệu, đầu ống gắn với van và phụ kiện giống như cái rổ lớn (drogue), phụ kiện này giúp giữ ổn định ống trong khi bay, đồng thời nó cũng có một cái phễu để hỗ trợ đưa đầu dò trên máy bay nhận liên kết với ống mềm. Máy bay nhận có một đầu dò (probe) gắn trên mũi hoặc trên thân, phi công sẽ điều khiển máy bay đưa đầu dò vào bên trong phụ kiện rổ và kết nối với ống mềm của máy bay tiếp liệu.
Một chiếc KB-29M được điều chỉnh để có thêm hai ống tiếp nhiên liệu trên đầu cánh, và đổi tên thành YKB-29T. Nó được xem là nguyên mẫu cho KB-50D.
Các hệ thống tiếp nhiên liệu trên KB-29M được phát triển và lắp đặt bởi Flight Refueling Ltd tại Tarrant Rushton ở Anh.

### KB-29P
Nguồn: Baugher và National 

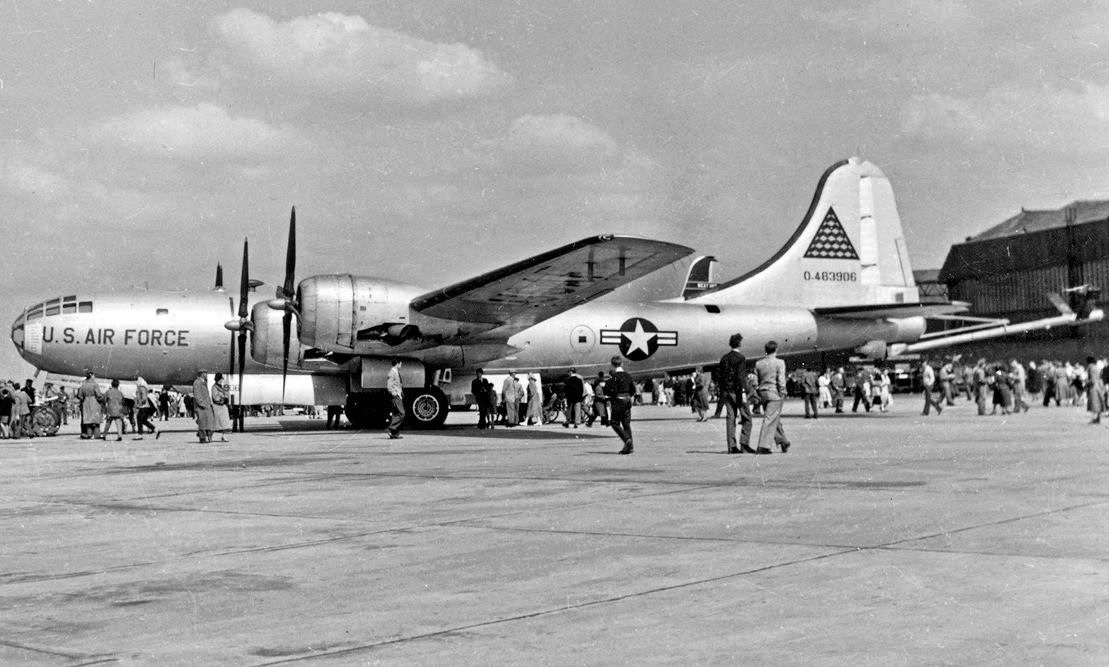
Máy bay chở nhiên liệu KB-29P của Phi đội tiếp Nhiên liệu Trên không 420 đóng tại Khu Huấn luyện Sculthorpe ở Norfolk vào năm 1956

Trong nỗ lực cải thiện hệ thống đầu rổ và đầu dò (probe-and-drogue), Boeing đã phát triển một hệ thống ống cứng (rigid flying boom system), lần đầu tiên được sử dụng trên KB-29P. Ống được gắn ở phía sau cùng của máy bay và sử dụng một bộ bề mặt điều khiển giống đuôi chữ V để giúp ổn định ở đầu phía xa của nó. Các bề mặt kiểu đuôi chữ V vẫn được sử dụng trên hầu hết các máy bay tiếp liệu của Không quân Mỹ trong thế kỷ 21, người phụ trách tiếp liệu có thể điều khiển hệ thống này. Hệ thống ống cứng trở thành phương pháp tiếp nhiên liệu phổ biến nhất trong USAF khi nó được trang bị trên KC-97 Stratofreighter, KC-135 Stratotanker, KC-10 Extender, KC-46 Pegasus, và được Bộ Tư lệnh Không quân Chiến lược chọn làm phương pháp ưa thích cho các máy bay ném bom của họ. KB-29P được vận hành bởi Phi đội tiếp Nhiên liệu Trên không 420 đóng tại Khu Huấn luyện Sculthorpe ở Norfolk vào giữa thập niên 1950.

## Quốc gia sử dụng
Hoa Kỳ
- Không quân Hoa Kỳ: 92 chiếc KB-29M, 74 chiếc KB-29MR,[1] 116 chiếc KB-29P[4]

## Thông số kỹ thuật (KB-29P)
Dữ liệu lấy từ United States Military Aircraft since 1909

### Đặc điểm tổng quát
- Chiều dài: 36,6 m (120 ft 1 in)
- Sải cánh: 43,05 m (141 ft 3 in)
- Chiều cao: 9,02 m (29 ft 7 in)
- Diện tích cánh: 161,3 m2 (1.736 ft2)
- Trọng lượng không tải: 31.303 kg (69.011 lb)
- Trọng lượng có tải: 62.823 kg (138.500 lb)
- Động cơ: 4 × động cơ piston hướng kính Wright R-3350 Duplex-Cyclone, mỗi động cơ có công suất 1.600 kW (2.200 mã lực)

### Hiệu suất bay
- Vận tốc tối đa: 640 km/h (400 dặm/giờ; 350 hải lý/giờ) ở độ cao 9.150 m (30.000 ft)
- Vận tốc bay hành trình: 507 km/h (315 dặm/giờ; 274 hải lý/giờ)
- Tầm bay: 3.700 km (2.300 dặm, 2.000 hải lý)
- Trần bay: 12.000 m (38.000 ft)
- Vận tốc tăng độ cao: 2,5 m/giây (500 ft/phút)